# REO M35
El camión de carga M35 de 2½ toneladas (R-M35) es un camión de carga 6×6 de 2½ toneladas de larga duración, inicialmente utilizado por el Ejército de los Estados Unidos y posteriormente por numerosos países del mundo. Con el tiempo, evolucionó hasta convertirse en una familia de vehículos especializados. Recibió el apodo de Deuce and a Half («Dos y medio») de un camión de 2½ toneladas más antiguo, el GMC CCKW de la Segunda Guerra Mundial. 

## Historia
Al finalizar la Segunda Guerra Mundial, se pensó en su sustitución, cristalizada en los Modelos M135 (ruedas traseras únicas) y M211 (ruedas traseras dobles) de la General Motors. La compañía REO, a su vez, construyó el M34 con ruedas traseras dobles. Este vehículo fue elegido como el camión de 2 1/2 ton estandarizado del US Army, conociéndose la serie M34/M35 como el Eager Beaver.
Además de la REO, el vehículo fue producido por la Defense and Government Products Division de la empresa Kaiser Jeep, pero en 1970 esta compañía fue absorbida por la empresa American Motors y se transformó en la corporación AM General.
Los primeros camiones M35 tenían motor de gasolina, pero el modelo M35A1 poseía motor poli carburante y el M35A2 motor diésel poli carburante.
Existen numerosas variantes del M35, adaptadas a una diversidad de climas y funciones: el M36 de carga, de batalla larga (distancia entre ejes aumentada); el tractor M48; el cisterna de combustible M49; el aljibe M50; los volquetes M59 y M342; los vehículos de reparación M60 y M108; los furgones taller M109 y M292 (con laterales extensibles) y el furgón almacén M185.
Hasta mediados de la década de 1980 se habían fabricado unos 65.000 camiones M35.

## Descripción
Características: longitud: 6,71m; ancho: 2,39m; altura total: 2,90m; peso vacío: 5.900kg; peso cargado: 8.160kg; velocidad máxima en carretera: 90km/h; autonomía: 480km; capacidad de vadeo: 0,76m. Su planta motriz consiste en un motor diésel poli carburante de 6 cilindros LDT-465-1C con una potencia de 140 HP.

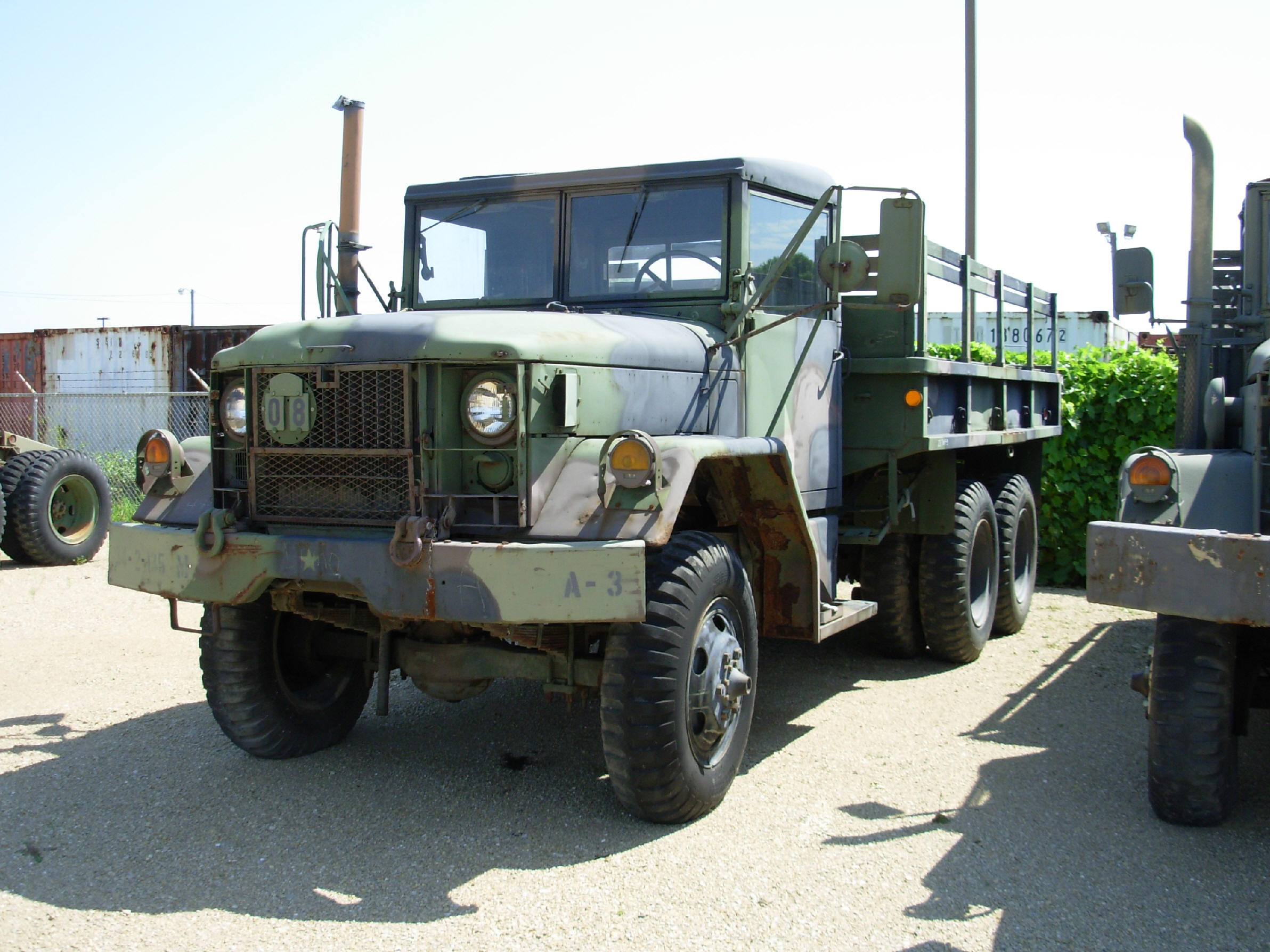

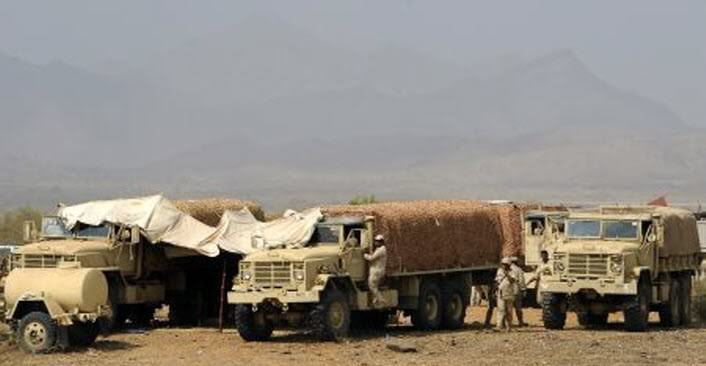
M35 2½ ton cargo truck en Arabia Saudita.

El M35 2-1/2 ton cargo truck es un camión militar de la familia de camiones M35, un vehículo de larga vida inicialmente desplegado por el Ejército de los Estados Unidos y posteriormente utilizado por muchas otras naciones. Es un camión de dos toneladas y media de capacidad. La serie M35 formó la base para una amplia gama de vehículos especializados.

## Países que lo operan
- Argentina
  - Ejército Argentino
  - Armada Argentina
- Bolivia  (42 unidades)
- Austria
- Brasil
- Camboya
- Canadá - Canadian Forces/Canadian Army
- Chile
  - Ejército de Chile
- República de China
- Colombia
- República Dominicana
- Ecuador
- Egipto
- El Salvador
- España
- Grecia
- Guatemala
- Honduras
- Indonesia
- Irak
- Israel
- Líbano
- Macedonia del Norte
- México
- Mónaco
- Nicaragua
- Moldavia
- Filipinas
- Pakistán
- Arabia Saudita
- Tailandia
- Túnez
- Turquía
- Uruguay
- Estados Unidos
- Vietnam
- Venezuela